# Ландфойгт, Ике
Ике Ландфойгт (нем. Ike Landvoigt; род. 19 сентября 1973, Потсдам) — немецкий гребец, выступавший за сборную Германии по академической гребле в период 1995—2003 годов. Чемпион мира, победитель и призёр этапов Кубка мира, участник двух летних Олимпийских игр.

## Биография
Ике Ландфойгт родился 19 сентября 1973 года в городе Потсдам, ГДР. Сын известного восточногерманского гребца Йорга Ландфойгта, двукратного олимпийского чемпиона, четырёхкратного чемпиона мира.
Дебютировал на международной арене в сезоне 1991 года, выступив на юниорском чемпионате мира в Испании и заняв шестое место в зачёте распашных рулевых четвёрок.
Наибольшего успеха в своей спортивной карьере добился в 1995 году, когда вошёл в основной состав немецкой национальной сборной и одержал победу в восьмёрках на чемпионате мира в Тампере.
Благодаря череде удачных выступлений удостоился права защищать честь страны на летних Олимпийских играх 1996 года в Атланте — стартовал здесь в программе безрульных четвёрок, но сумел отобраться только в утешительный финал В и расположился в итоговом протоколе соревнований на девятой строке.
В 1997 году в восьмёрках был лучшим на этапах Кубка мира в Мюнхене и Люцерне, выступил на мировом первенстве в Эгбелет, где финишировал в финале пятым.
В 1998 году в той же дисциплине получил бронзу этапе Кубка мира в Мюнхене и взял золото в Люцерне. Побывал на чемпионате мира в Кёльне, откуда привёз награду серебряного достоинства — в решающем финальном заезде уступил команде из США.
Находясь в числе лидеров гребной сборной Германии, Ландфойгт благополучно прошёл отбор на Олимпийские игры 2000 года в Сиднее — на сей раз показал в зачёте безрульных четвёрок 11 результат.
После сиднейской Олимпиады Ике Ландфойгт остался в составе немецкой национальной сборной и продолжил принимать участие в крупнейших международных регатах. Так, в 2001 году он отметился выступлением в безрульных двойках на мировом первенстве в Люцерне, но был далёк здесь от попадания в число призёров.
В 2002 году добавил в послужной список серебряную награду, полученную на этапе Кубка мира в Бельгии.
Последний раз показал сколько-нибудь значимый результат на международном уровне в сезоне 2003 года, когда выиграл бронзовую медаль в безрульных двойках на этапе Кубка мира в Мюнхене.